# Präsidentschaftswahl in Russland 2008
Die Präsidentschaftswahl in Russland 2008 fanden am 2. März 2008 statt. Sie war die fünfte Wahl seit der Bildung der Russischen Föderation, in welcher der Präsident Russlands bestimmt wurde. Der seit 2000 amtierende Präsident Wladimir Putin kandidierte bei dieser Wahl nicht erneut, da die russische Verfassung für den Präsidenten nicht mehr als zwei Amtszeiten in Folge zulässt. Stattdessen gewann der putinnahe Kandidat Dmitri Medwedew.

## Ursprüngliche Prognosen

### Putin-treue Kandidaten
Unter den möglichen Präsidentschaftskandidaten, die die Politik Wladimir Putins fortführen würden und daher die Unterstützung der Staatsmacht hätten, galten die beiden Ersten Vize-Ministerpräsidenten Dmitri Medwedew und Sergei Iwanow. Die beiden waren zwar parteilos, genossen aber die Unterstützung der regierungstreuen Partei Einiges Russland. Nach der Ernennung Wiktor Subkows zum Ministerpräsidenten am 14. September 2007 wurde auch er als möglicher Putin-Nachfolger gehandelt; er selbst hatte die Möglichkeit seiner Kandidatur nicht ausgeschlossen.
Laut einer im September 2007 durchgeführten Meinungsumfrage wären Medwedew und Iwanow zu diesem Zeitpunkt die aussichtsreichsten Kandidaten gewesen: Im Falle eines zweiten Wahlgangs hätten sie 59 bzw. 41 Prozent der Wählerstimmen erreicht.
Am 10. Dezember gab Putin bekannt, dass nach seinem Willen der stellvertretende russische Ministerpräsident Dmitri Medwedew neuer Staatschef werden soll. Außerdem wird Dmitri Medwedew von den Parteien Gerechtes Russland, Bürgerkraft und der Agrarpartei unterstützt. Experten schlossen zunächst nicht aus, dass Putin einen weiteren Kandidaten unterstützen könnte.

### Oppositionelle Kandidaten
Mehrere oppositionelle russische Parteien wollten ebenfalls ihre Spitzenkandidaten ins Rennen schicken. Es wurde erwartet, dass die Kommunistische Partei auch diesmal von ihrem Vorsitzenden Gennadi Sjuganow vertreten wird. Die liberale Opposition strebte an, einen einheitlichen Kandidaten aufzustellen, der alle liberalen Kräfte vertreten würde. Im September 2007 hat das neu gegründete Oppositionsbündnis Das andere Russland aus seiner Mitte Garri Kasparow als einheitlichen Präsidentschaftskandidaten gewählt. Trotzdem äußerten noch mehrere weitere liberale Politiker die Absicht anzutreten, darunter der Vorsitzende der Jabloko-Partei Grigori Jawlinski, der ehemalige Zentralbankchef Wiktor Geraschtschenko der Menschenrechtsaktivist Wladimir Bukowski und der Archangelsker Oberbürgermeister Alexander Donskoi. Der ehemalige Ministerpräsident und heutige Putin-Gegner Michail Kassjanow wurde am 8. Dezember von seiner Bewegung Volksdemokratische Union offiziell als Kandidat aufgestellt.
Weitere Kandidaten waren der LDPR-Vorsitzende Wladimir Schirinowski sowie der ehemalige Duma-Sprecher Gennadi Selesnjow.

## Zulassung durch die Zentrale Wahlkommission

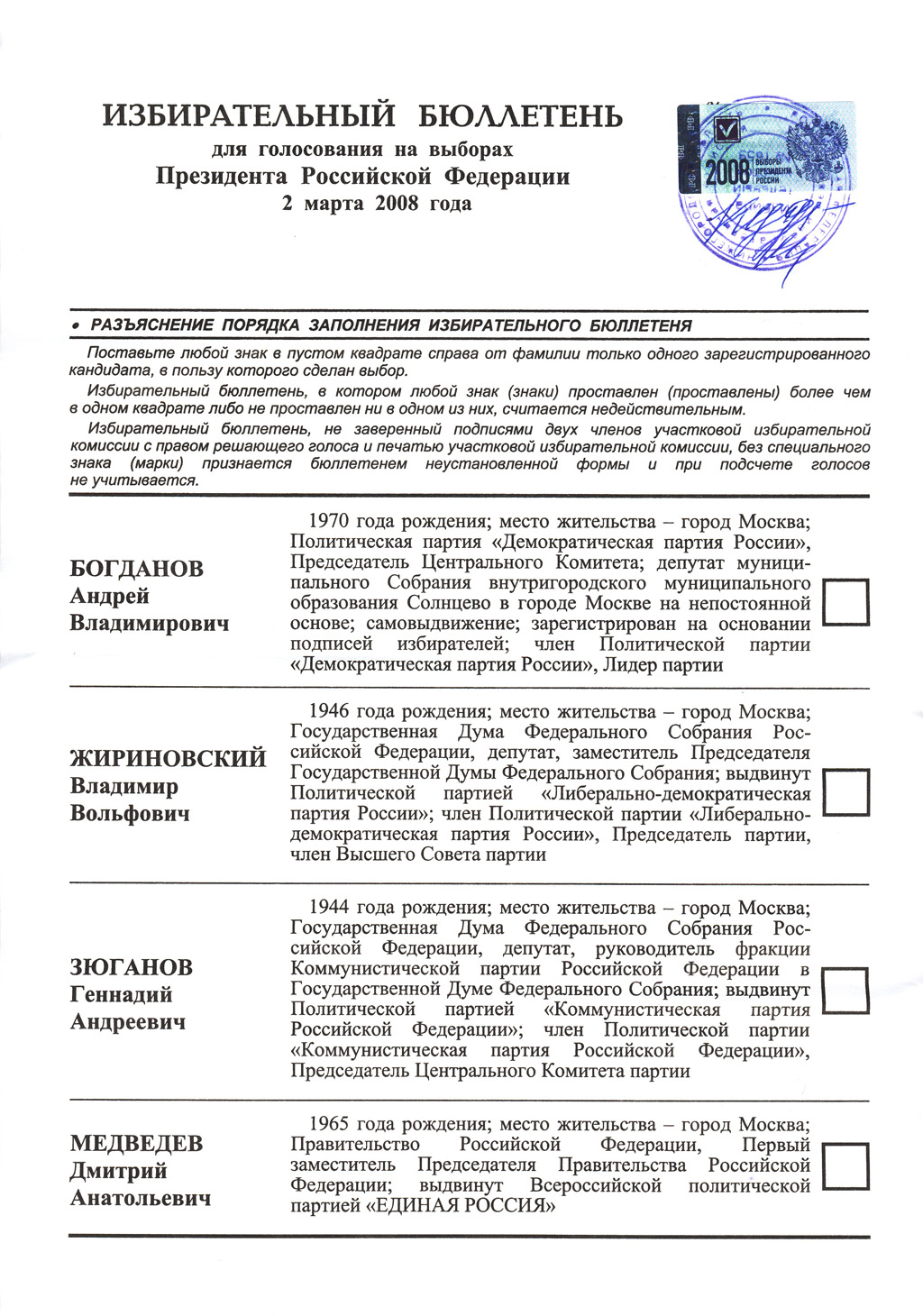
Stimmzettel

Am 16. Dezember ging die Registrationsfrist bei der Zentralen Wahlkommission zu Ende und am 18. Dezember verkündete ihr Leiter Wladimir Tschurow die sechs zugelassenen Präsidentschaftskandidaten:
- Andrei Bogdanow von der Demokratischen Partei Russlands
- Michail Kassjanow von der Russischen Volksdemokratischen Union nicht zugelassen
- Dmitri Medwedew von Einiges Russland, unterstützt von Gerechtes Russland, der Agrarpartei und der Bürgerkraft
- Boris Nemzow von der Union der Rechten Kräfte zurückgezogen
- Wladimir Schirinowski von der Liberal-Demokratischen Partei Russlands
- Gennadi Sjuganow von der Kommunistischen Partei der Russischen Föderation

Grigori Jawlinski hatte seine Kandidatur zugunsten der Kandidatur von Wladimir Bukowski zurückgezogen. Dessen Kandidatur wurde von der Zentralen Wahlkommission jedoch abgelehnt, weil ein Präsidentschaftskandidat laut russischer Verfassung die letzten 10 Jahre in Russland gelebt haben muss. Wladimir Bukowski lebt seit vielen Jahrzehnten in Großbritannien. Garri Kasparow verpasste die Registrierungsfrist, weil er seinen Worten nach keinen Raum in ganz Moskau zur Durchführung einer Parteiversammlung finden konnte.
Am 26. Dezember kündigte Boris Nemzow an, seine Kandidatur zugunsten von Michail Kassjanow zurückzuziehen. Die Kandidaten der in der Duma nicht vertretenen Parteien (also Bogdanow und Kassjanow) müssen laut Gesetz bis Mitte Januar jeweils zwei Millionen Unterschriften zur Unterstützung ihrer Kandidatur bei der Zentralen Wahlkommission vorlegen.
Die Zentrale Wahlkommission der Russischen Föderation gab am 27. Januar 2008 bekannt, dass 13,38 Prozent der Unterstützungsunterschriften für Michail Kassjanow fehlerhaft seien. Das Wahlgesetz erlaube aber nur eine Fehlerquote von 5 Prozent. Daher erhalte er keine Zulassung zur Präsidentenwahl. Das Büro des Generalstaatsanwaltes leitete ein Betrugsverfahren gegen das Wahlkampfbüro Kassjanows ein. Er werde auf eine Klage verzichten, weil die russischen Gerichte nicht unabhängig seien. Kassjanow bezeichnete die russische Regierung als totalitär und rief zum Boykott der Präsidentschaftswahlen auf.
Die Organisation für Sicherheit und Zusammenarbeit in Europa (OSZE) wollte nach Angaben des zuständigen OSZE-Büros für Wahlbeobachtungen in Warschau vom 7. Februar 2008 keine Wahlbeobachter nach Russland schicken. Nach Aussagen des OSZE-Sprechers Göran Lennmarker ergäben sich zu starke Einschränkungen für die Wahlbeobachter durch die russischen Behörden. Russland kritisierte die Organisation, die dort überwiegend als geopolitisches Werkzeug des Westens gesehen wird, wegen angeblich willkürlicher und erniedrigender Forderungen, die das Ziel hätten, einen Skandal herbeizuführen.

## Wahlergebnis
| Kandidaten                                                           | Kandidaten            | Parteien                                        | Stimmen     | %    |
| -------------------------------------------------------------------- | --------------------- | ----------------------------------------------- | ----------- | ---- |
|                                                                      | Dmitri Medwedew       | Einiges Russland                                | 52.530.712  | 70,3 |
|                                                                      | Gennadi Sjuganow      | Kommunistische Partei der Russischen Föderation | 13.243.550  | 17,7 |
|                                                                      | Wladimir Schirinowski | LDPR                                            | 6.988.510   | 9,3  |
|                                                                      | Andrei Bogdanow       | Demokratische Partei Russlands                  | 968.344     | 1,3  |
| Ungültige Stimmen                                                    | Ungültige Stimmen     | Ungültige Stimmen                               | 1.015.533   | 1,4  |
| Gesamt                                                               | Gesamt                | Gesamt                                          | 74.746.649  | 100  |
|                                                                      |                       |                                                 |             |      |
| Gültige Stimmzettel                                                  | Gültige Stimmzettel   | Gültige Stimmzettel                             | 73.731.116  | –    |
| Wähler                                                               | Wähler                | Wähler                                          | 74.746.649  | 69,7 |
| Wahlberechtigte                                                      | Wahlberechtigte       | Wahlberechtigte                                 | 107.222.016 |      |
|                                                                      |                       |                                                 |             |      |
| Quelle: Tsentral'naya izbiratel'naya komissiya Rossiyskoy Federatsii |                       |                                                 |             |      |

## Manipulationsvorwürfe
Die Organisation für Sicherheit und Zusammenarbeit in Europa (OSZE) boykottierte die Wahlen mit einem Verweis auf die „Unmöglichkeit, ihre Beobachtermission auszuführen“. Die Beobachtermission der Parlamentarischen Versammlung des Europarates bezeichneten die Wahlen als „weder frei noch gerecht“.
Internetnachrichtendienste berichteten über auffällige Veränderungen der Wählerlisten. So gab es im Juli 2007 offiziell 107,062 Mio. Wahlberechtigte, kurz vor der Parlamentswahl stieg diese Zahl auf 109,146 Mio. an, während es zur Präsidentschaftswahl mit 106,999 Mio. offiziell wieder weniger Wahlberechtigte gab. Während die Zentrale Wahlkommission diese Unterschiede mit einer Aktualisierung der Wählerlisten erklärt, vermuten Kritiker, dass vor den Parlamentswahlen die offizielle Zahl der Wahlberechtigten erhöht wurde, da hier die absolute Zahl der Wählerstimmen über die Sitzverteilung entscheidet. Um bei den Präsidentschaftswahlen, bei denen im Gegensatz dazu der prozentuale Stimmenanteil entscheidet, eine hohe Wahlbeteiligung zu erreichen, sei die Zahl der Wahlberechtigten wieder gekürzt worden. Aus den Verzeichnissen gestrichene Wähler, die erschienen waren, um ihre Stimme abzugeben, seien dann – wiederum widerrechtlich – in die Wählerlisten aufgenommen worden, selbst dann, wenn sie nicht nachweisen konnten, dass sie dem entsprechenden Wahlbezirk zugeordnet waren.